# Mittelatlantischer Rücken

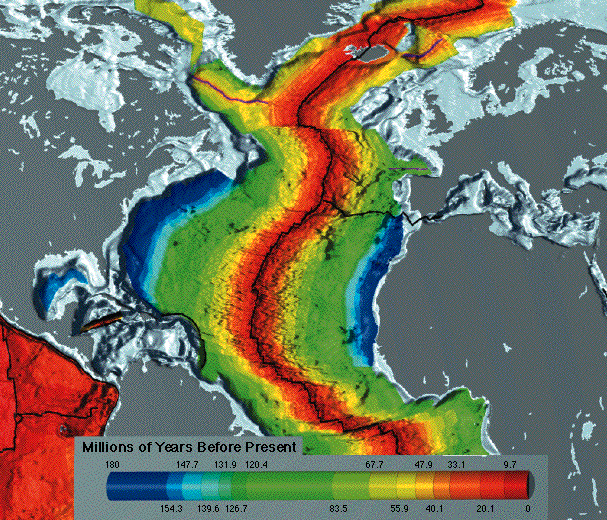
Darstellung des Mittelatlantischen Rückens mit Angabe des Alters der Meeresböden (junge Gesteine rot gezeigt)

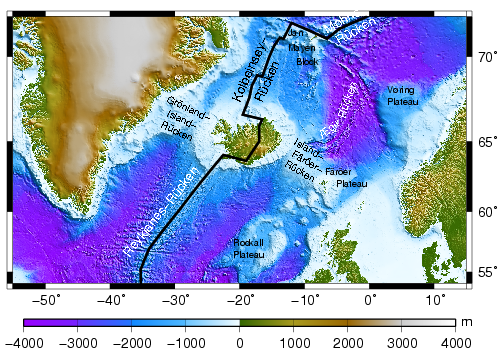
Nördlicher Teil

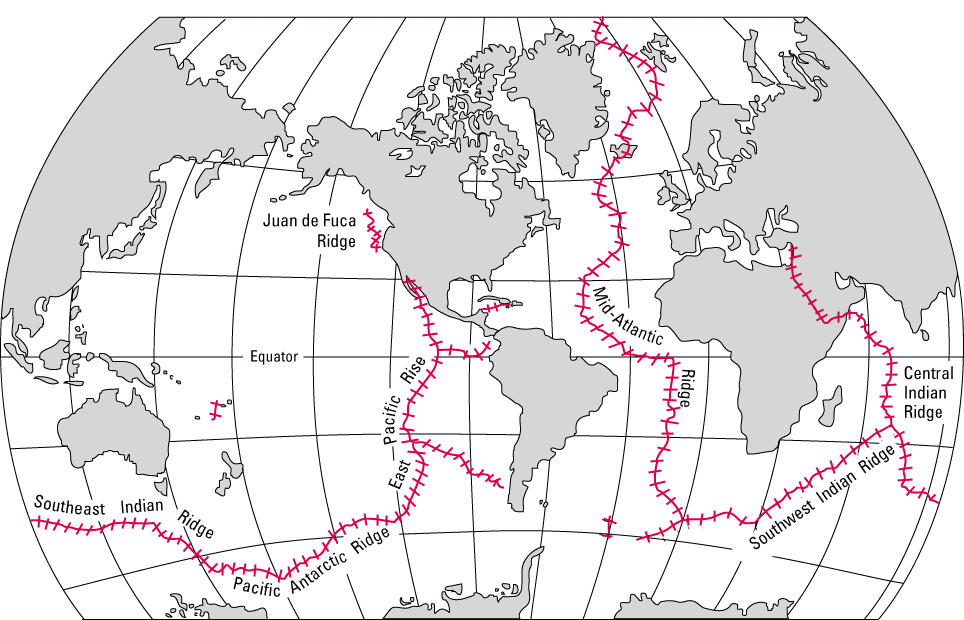
Globaler Zusammenhang mittelozeanischer Rücken

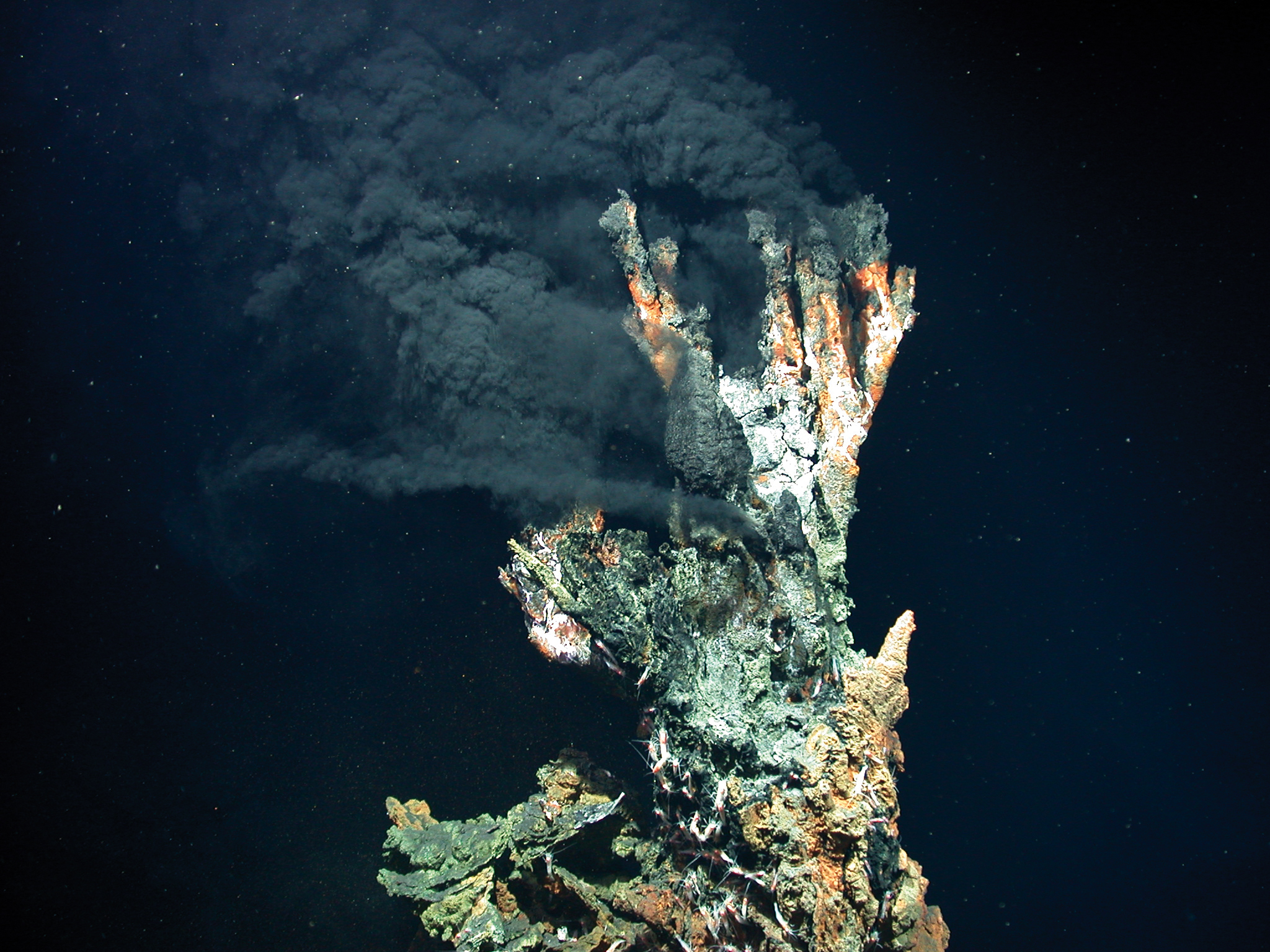
Schwarzer Raucher „Kandelabra“ im Logatchev-Hydrothermalfeld am Mittelatlantischen Rücken in 3.300 Meter Wassertiefe

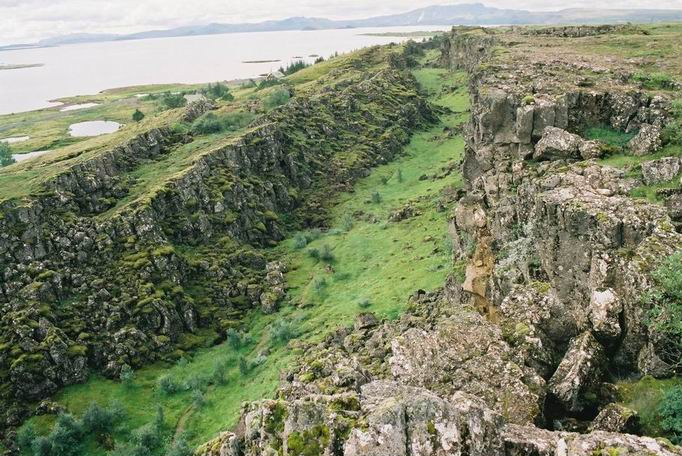
Der Nordatlantische Rücken tritt auf Island als Oberflächen-Rift zutage

Der Mittelatlantische Rücken in Island

Der Mittelatlantische Rücken (englisch Mid-Atlantic Ridge, abgekürzt MAR), auch Mittelatlantische Schwelle genannt, ist eine größtenteils unterhalb des Meeresspiegels liegende Gebirgskette im Atlantischen Ozean, die sich über rund 20.000 km erstreckt. Er ist damit der längste der mittelozeanischen Rücken, eines über 60.000 km langen erdumspannenden Systems.

## Entdeckungsgeschichte
Der Anstieg des Meeresbodens in der Mitte des Atlantik wurde zunächst 1853 vom Marineoffizier Matthew Fontaine Maury beschrieben und 1872 von der Challenger-Expedition bestätigt. Anlass waren Voruntersuchungen zur Verlegung der ersten transatlantischen Tiefseekabel. Bei der deutschen Meteor-Expedition 1925–1927 wurde mithilfe von Echolot-Messungen ein detailliertes Profil des Mittelatlantischen Rückens erstellt. Die Entdeckung der mittelatlantischen Gebirgskette lieferte einen frühen Hinweis auf die geodynamischen Prozesse der Plattentektonik im Zusammenhang mit Wegeners Theorie der Kontinentalverschiebung.

## Geographie
Der S-förmige Rücken erstreckt sich vom Gakkelrücken im Arktischen Ozean bis zur Bouvetinsel am Rand des Atlantisch-Indischen Südpolarbeckens vor der Antarktis. Er verläuft ziemlich genau entlang der Ozean-Mittellinie und teilt den Atlantik in eine West- und eine Osthälfte. Der bis 7730 Meter tiefe Romanchegraben nahe dem Äquator scheidet den Mittelatlantischen Rücken in Nord- und Südatlantischen Rücken, auch Nord- bzw. Südatlantische Schwelle genannt.
Der Kamm des Mittelatlantischen Rückens liegt im Durchschnitt etwa 1500 bis 3000 Meter unter der Wasseroberfläche. Charakteristisch ist sein tiefer Zentralgraben, der sich von Nord nach Süd in Längsrichtung durch den gesamten Rücken zieht. Dieser Grabenbruch wurde 1952 von einem Team um Bruce Heezen und Marie Tharp entdeckt und hat eine Breite von 25 bis 50 Kilometern.
Quer verlaufende Verwerfungen (Transformstörungen) und parallele Schwellen und Rücken bilden im Bereich dieses mittelozeanischen Rückens ein grobes Relief auf dem Meeresboden. Der Rücken wird auf seinem Verlauf durch den Atlantik von zahlreichen westlich und östlich angrenzenden Tiefseebecken begleitet. Etwa ab der Bouvetinsel geht der Mittelatlantische Rücken in Richtung Osten mit dem Atlantisch-Indischen Rücken, der als Südausläufer des Südatlantischen Rückens gilt, in den Südwestindischen Rücken des Indischen Ozeans über.
Der Mittelatlantische Rücken ist nach wie vor tektonisch aktiv, seine Bildung geht mit einer Ausbreitung des Meeresbodens einher, der Ozeanbodenspreizung. Im Prozess der Plattentektonik entfernen sich sowohl die nordamerikanische und die eurasische Platte voneinander als auch die südamerikanische von der afrikanischen Platte; die Spreizungsrate beträgt durchschnittlich etwa 2,5 cm pro Jahr. Dabei wird stetig neuer Ozeanboden gebildet, mit zunehmender Entfernung vom zentralen Grabenbruch nimmt das Alter der Meeresböden zu.
Mit der magmatischen Aktivität im Bereich des Mittelatlantischen Rückens sind verschiedene vulkanische und hydrothermale Bildungen verbunden. Hierzu gehören auch Schwarze und Weiße Raucher in Tiefseeregionen, wo heißes Wasser mit aus dem Gestein gelösten Stoffen austritt. Sie stellen eine Nische für Lebensformen dar, die ohne Photosynthese auskommen und beispielsweise als chemoautotrophe Bakterien organische Verbindungen aufbauen, indem sie durch Oxidation des ausgetretenen Schwefelwasserstoffs Energie gewinnen.

## Inseln
Direkt auf dem Mittelatlantischen Rücken sitzen Inseln bzw. Inselgruppen, die die höchsten Erhebungen dieses größtenteils untermeerischen Gebirges darstellen. Diese sind, von Norden nach Süden, mit ihren jeweils höchsten Gipfeln (Höhe in Metern):
Nordhalbkugel (Nordatlantischer Rücken)
1. Jan Mayen (zu Norwegen im Arktischen Ozean (Beerenberg), 2277 m), nördlicher Endpunkt des Kolbeinseyrückens
2. Island (Hvannadalshnúkur im Vatnajökull, 2110 m)
3. Azoren (zu Portugal) (Ponta do Pico oder Pico Alto, auf der Insel Pico, 2351 m, die höchste Erhebung des Mittelatlantischen Rückens)
4. Sankt-Peter-und-Sankt-Pauls-Felsen (zu Brasilien) (Penedo Sudoeste, 22,5 m)

Südhalbkugel (Südatlantischer Rücken)
1. Ascension (zu St. Helena) (The Peak, Green Mountain, 859 m)
2. St. Helena (zu St. Helena) (Diana’s Peak, 823 m)
3. Tristan da Cunha (zu St. Helena), (Queen Mary’s Peak, 2062 m)
4. Gough-Insel (zu St. Helena) (Edinburgh Peak, 909 m)
5. Bouvetinsel (zu Norwegen) (Olavtoppen, 780 m)